# Nepeta sulphurea
Nepeta sulphurea là một loài thực vật có hoa trong họ Hoa môi. Loài này được C. Koch mô tả khoa học đầu tiên.